# Ȳ
Ȳ ( minúscula : ȳ ) es una letra del alfabeto latino , formada a partir de Y con la adición de un macrón.

## Uso
En los diccionarios y libros de texto modernos para latín e inglés antiguo , ȳ puede usarse para indicar una "y" larga (/yː/). En latín, esto solo ocurre en préstamos de otras lenguas.
En al transcripción del árabe representa una yāʾ con shádda ⟨يّ⟩, ya que la yāʾ suele transcribirse con una Y y la shadda con un macrón.
En idioma livonio representa la vocal larga /yː/. Se ha ido fusionando com /i:/ en las generaciones más recientes.

## Unicode
Su código en Unicode es U+0232 para la mayúscula y U+0233 para la minúscula.
| Carácter      | Ȳ                                  | Ȳ                                  | ȳ                                | ȳ                                |
| ------------- | ---------------------------------- | ---------------------------------- | -------------------------------- | -------------------------------- |
| Unicode       | LATIN CAPITAL LETTER Y WITH MACRON | LATIN CAPITAL LETTER Y WITH MACRON | LATIN SMALL LETTER Y WITH MACRON | LATIN SMALL LETTER Y WITH MACRON |
| Codificación  | decimal                            | hex                                | decimal                          | hex                              |
| Unicode       | 562                                | U+0232                             | 563                              | U+0233                           |
| UTF-8         | 200 178                            | C8 B2                              | 200 179                          | C8 B3                            |
| Ref. numérica | &#562;                             | &#x232;                            | &#563;                           | &#x233;                          |